# シンディ・シャーマン
シンディ・シャーマン（Cindy Sherman、1954年1月19日 - ）はアメリカ合衆国の写真家・映画監督。映画や童話の登場人物に自ら扮した姿を撮影するセルフ・ポートレート作品で知られる。

## 来歴
シンシア・モリス・シャーマン（Cynthia Morris Sherman）は1954年1月19日、ニュージャージー州グレンリッジ（Glenn Ridge）で生まれ、ニューヨーク州ロングアイランドで育つ。人形の着せ替えに熱中する幼年期を送り、この遊びが後年の彼女の作品に大きな影響を残しているとされる。
1972年にニューヨーク州立大学バッファロー校へ入学。専攻は美術教育で、当初はハイパーリアリズムをめざした写実的な絵画作品を製作していた。写真では現像とプリントの技術を習得できず、写真コースでは不合格となっている。
当時恋人だった画家のロバート・ロンゴを通じてコンセプチュアル・アートとパフォーマンス・アートに触れ、これをきっかけに、子供のころ持っていた着飾ることへの関心を自身のアート作品に転化できないかを考えるようになったと言われる。ロンゴからそれを写真作品として残すよう勧められ、シャーマンは在学中に自らの姿を切り抜いて展示する最初の写真シリーズを制作している（『CUTOUTS』1975）。
1977年に大学を卒業後、全米芸術基金から少額ながら支援を受け、ニューヨークに拠点を定めた。ここで1950〜60年代のB級映画の登場人物に自ら扮して、その姿を撮影したシリーズを制作する。ここではシャーマン自身が、図書館司書・家出少女・男を誘惑する謎の女、といった大衆映画に頻出する女の姿を演じ、架空の映画作品の1シーンであるかのように演出して撮影されている。
シャーマンは3年以上かけてこれらの作品を製作、『アンタイトルド・フィルム・スティルズ (Untitled Film Stills）』と題する69枚のシリーズにまとめた。これが1980年にワシントンDCのハーシュホーン美術館で展示されると、女性のアイデンティティとジェンダーをめぐる社会的抑圧を主題とした現代アートの傑作として大きな社会的注目を集めるようになった。

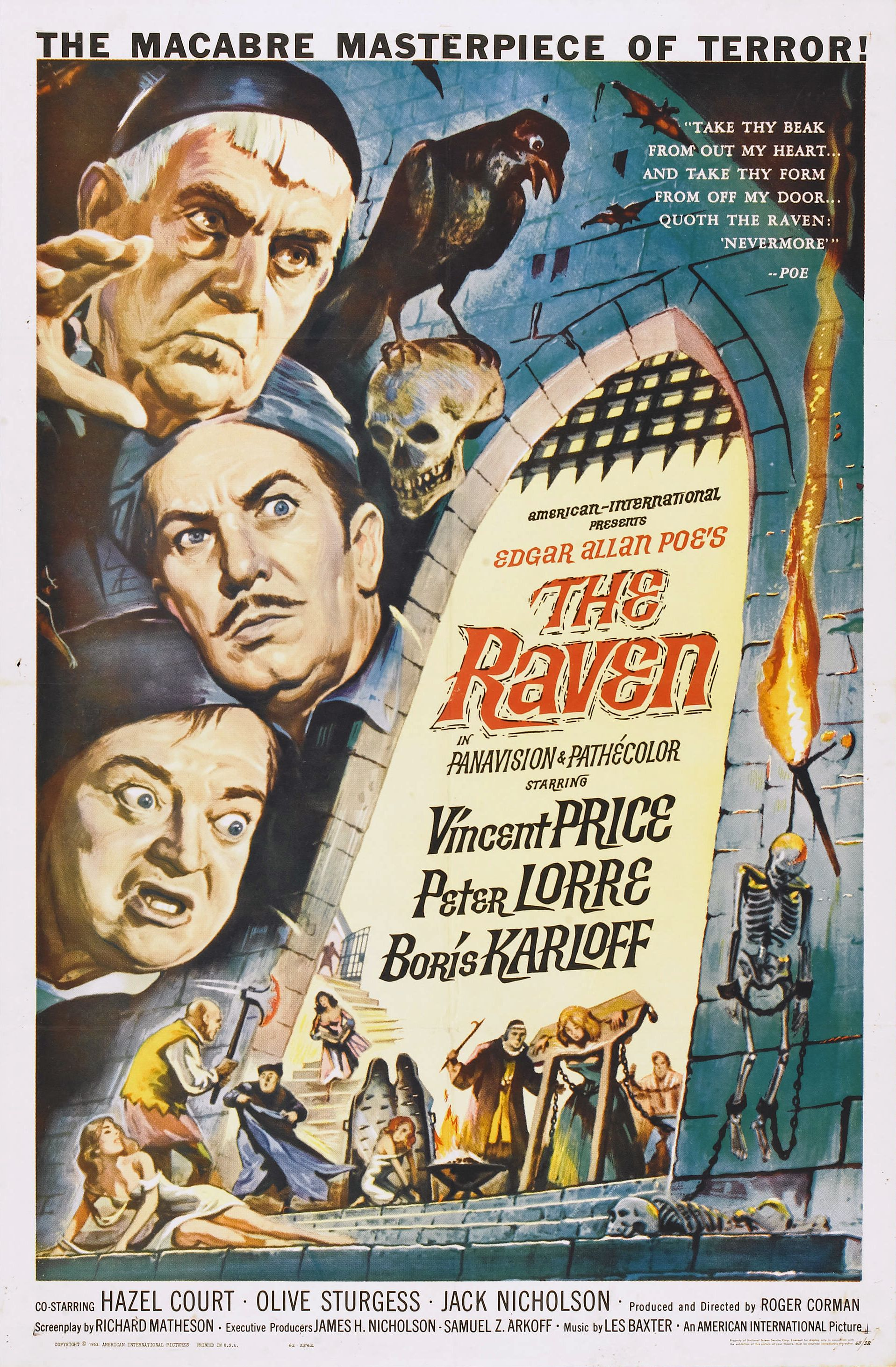
『忍者と悪女』(1963）ポスター。シャーマンは俗悪・低級とみなされてきたこうしたハリウッドのB映画から1シーンをとって、自ら登場人物に扮してみせる作品を好んで撮影してきた。

続いてシャーマンは『Fairy Tales』シリーズに着手、これは童話の主人公に自らが扮しながら、登場人物の醜い傷や義肢を強調して、童話にひそむ暴力性や固定的なジェンダー規範に目を向けさせようと試みる。こうした試みは、続く作品でも継続し、シャーマンがラファエロやミケランジェロといった西洋美術史上の著名画家に扮した肖像画シリーズにまとめられた。
こうしたシリーズの過程で、シャーマンは、一般には醜く嫌悪感を抱かせるとされるグロテスクな対象を好んで撮影するようになってゆき、家庭の残飯や腐敗した食べもの、道路上に散らばる嘔吐物、壊れた性的玩具といったものを鮮やかな色彩で撮影し、作品として展示した。
これらの試みを通じて現代アーティストとしてのシャーマンの声望は高まり、1995年にはマッカーサー財団の「天才助成金 genius grant」を受けたほか、ニューヨーク近代美術館が『アンタイトルド・フィルム・スティルズ (Untitled Film Stills）』全作品を100万ドル超で購入した。これは当時の女性作家の写真作品としてはきわめて高額だった。
1997年には低予算ホラー映画『オフィスキラー』を監督。興行的には失敗したが、このとき触れた映画製作現場の機材やセットを使って、年老いたスター女優や端役俳優などハリウッドの華やかなとは無縁の人々に自ら扮したシリーズを撮影した。その後も、さまざまな姿のピエロに扮した『Clowns』(2003-2004）、厚化粧と美容治療に夢中になる女性たちを演じた『Society Pictures』（2008）などを撮影している。
2011年にはシャーマン初期の作品がオークションで約400万ドルで落札されたほか、翌2012年にニューヨーク近代美術館が大回顧展を開催するに至って、シャーマンは「現代アートを代表する写真家の一人」と目されるようになった。

## 受賞歴
- 1995年 マッカーサー・フェロー
- 1993年 Larry Aldrich Foundation Award
- 1997年 Wolfgang Hahn Prize
- 1999年 ハッセルブラッド国際写真賞
- 2001年 National Arts Awards
- 2003年 アメリカ芸術科学アカデミー賞
- 2005年 Guild Hall Academy of the Arts Lifetime Achievement Award for Visual Arts
- 2009年 Jewish Museum’s Man Ray Award[12]
- 2012年  Roswitha Haftmann Prize
- 2016年 第28回高松宮殿下記念世界文化賞（絵画部門）を受賞[13]。
- 2020年 ウルフ賞芸術部門

2010年 ロイヤル・アカデミー・オブ・アーツの名誉会員に選出。2013年、ロイヤル・カレッジ・オブ・アートから名誉博士号を取得した。

## 映画作品

### 監督
- オフィスキラー　Office Killer(1997)

## 影響
シャーマンの作品は、現代のポートレート写真家への影響という文脈で語られることが多い。シャーマンから影響を受けた写真家の一人が、映像や写真作品でアイデンティティのテーマを操作するRyan Trecartinである。
2014年春、俳優でアーティストのジェームズ・フランコが、Pace GalleryでNew Film Stillsというタイトルの展覧会を開催した。これはシャーマンのUntitled Film Stillsの作品29点を再配置したものであり、「生意気」「性差別主義」「呆れるほど無知」など、概ね批判的な評価を受けることとなった。

## 論争
シャーマンは、初期の連作Bus Riders(1976-2000)について批判を受けてきた。American Theatre誌の批評家Margo Jeffersonは、「シャーマンは、白人の扮装では肌のトーンや顔の特徴を驚くほど使い分けているにもかかわらず、（The African-American figuresについて）これらの写真はすべて、ほとんど同じ特徴を持っています。私にはこれが皮肉だとは思えませんでした。ただ陳腐で古典的な迷信がまだ残っていたのだと思えただけです」

## 関連文献
- Cindy Sherman: The Complete Untitled Film Stills. Museum of Modern Art New York, 2003.
- Cindy Sherman. Museum of Modern Art New York, 2012.
- 東京都写真美術館編『私という未知へ向かって : 現代女性セルフ・ポートレイト』（東京都写真美術館、2021）
- 後藤繁雄『現代写真 : 写真とは何か』（リトルモア、2023）